# Metacrangon variabilis
Metacrangon variabilis är en kräftdjursart som först beskrevs av M. J. Rathbun 1902.  Metacrangon variabilis ingår i släktet Metacrangon och familjen Crangonidae. Inga underarter finns listade i Catalogue of Life.